# Viaggio nel tempo nella fantascienza

La macchina del tempo nel film "L'uomo che visse nel futuro"

Il viaggio nel tempo è un tema della fantascienza basato sulla possibilità di effettuare, molto spesso attraverso un mezzo di trasporto idoneo chiamato macchina del tempo, viaggi esplorativi in epoche passate o future, anche molto lontane dall'epoca di partenza del viaggiatore, detto crononauta. Lo spostamento nel tempo è generalmente associato al rischio dell'avverarsi di paradossi o di causare alterazioni nel flusso degli eventi tali da non poter garantire, dopo il viaggio di ritorno al tempo iniziale, di ritrovare le condizioni originarie nel luogo di provenienza. Talvolta cambiare il flusso degli eventi diventa proprio lo scopo di viaggi nel passato per modificare situazioni indesiderabili del presente.

## Caratteristiche

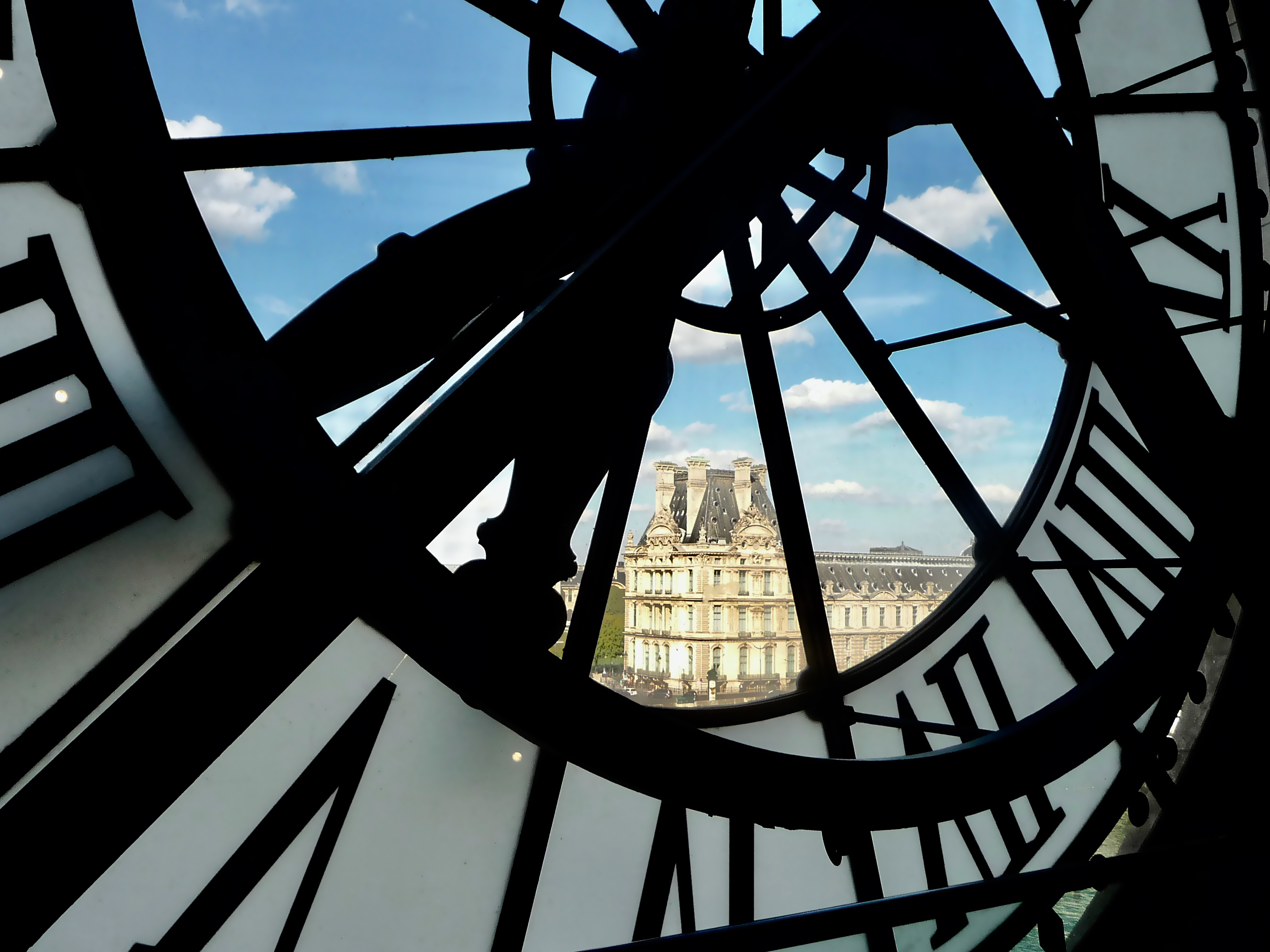
Un grande orologio

Un espediente narrativo spesso utilizzato nella fantascienza e in molti film o serie televisive è quello di portare un personaggio in un particolare tempo a cui non appartiene, ed esplorare le possibili ramificazioni dell'interazione del personaggio con le persone e la tecnologia dell'epoca (una variazione del tema del campagnolo che va nella grande città, o simili). Questo espediente narrativo si è evoluto per esplorare le idee di cambiamento e le reazioni ad esso, ed anche per esplorare le idee di universi paralleli o ucronia dove alcuni piccoli eventi che avvengono, possono causare massicci cambiamenti nel futuro a causa dell'effetto cumulativo delle variazioni provocate.
Tra le macchine del tempo più famose della fantascienza vi sono l'auto sportiva DeLorean della trilogia cinematografica di Ritorno al futuro, il TARDIS della longeva serie televisiva britannica Doctor Who ed il congegno del romanzo La macchina del tempo di H. G. Wells del 1895.
Il concetto di viaggio nel tempo in letteratura e nel cinema consente di sviluppare trame particolarmente elaborate ed avvincenti, con elementi ricorrenti, possibilità di analizzare evoluzioni parallele di un evento e colpi di scena estremi, come la riapparizione di personaggi scomparsi.
Il viaggio oltre che nel tempo a volte può svolgersi anche nello spazio e può avvenire con vari mezzi, tra cui:
- Apposite macchine del tempo
- Rotazione ad elevata Velocità (come in Superman)
- Ponte di Einstein-Rosen (chiamato anche wormhole, cunicolo spazio-temporale, "tunnel spaziale" o altro)
- Passaggio nel campo gravitazionale di corpi celesti
- Eventi non meglio precisati legati a fenomeni associati ad energia (fulmini ecc.)
- Captazione di onde sonore e visive tramite visori cronologici (cronovisore)
- Sogno (soprattutto nel fantasy e nelle opere precedenti la vera e propria fantascienza)
- Varchi spazio-temporali o "portali" non meglio specificati
- Specifici poteri o capacità dei soggetti coinvolti

In genere i personaggi viaggiano deliberatamente nel tempo, altrimenti possono essere trasferiti inconsapevolmente, creando situazioni di crisi da risolvere. In altre opere si ha un contatto con l'altra epoca/luogo, unidirezionale o bidirezionale, senza spostamento fisico dei protagonisti.
Una variante particolare è rappresentata dal "viaggio nel tempo descritto", vale a dire in una dimensione spazio-temporale creata dall'immaginazione umana (ad esempio, nelle opere letterarie). Un esempio lo si trova nella terza parte del romanzo Lunedì inizia sabato (1965) dei fratelli Strugackij.

## Opere

### Animazione
- Dragon Ball Z (Trunks viene dal futuro)
- One Piece (Kozuki Toki viene dal passato)
- Pokémon (nell'episodio Il ciondolo magico e nei film Pokémon 4Ever, Pokémon: Il re delle illusioni Zoroark,dove è presente Celebi, Pokémon in grado di viaggiare nel tempo, e Pokémon: Arceus e il Gioiello della Vita, dove Dialga, Pokémon leggendario che controlla il Tempo, spedisce Ash e i suoi amici nel passato con lo scopo di capire il motivo per cui Damos tradì Arceus)
- Puella Magi Madoka Magica (il personaggio di Homura Akemi, grazie alla sua cronocinesi, viaggia svariate volte indietro nel tempo per impedire a Madoka Kaname di stringere un patto con Kyubey)
- Inuyasha
- Lamù (in alcuni episodi, tra cui uno dal titolo Lamù e la disciplina maschile, nel quale Lamù torna indietro nel tempo per cercare di correggere un particolare del comportamento di Ataru).
- La malinconia di Haruhi Suzumiya (il personaggio Mikuru Asahina è una viaggiatrice del tempo incaricata di scoprire il mistero dell'esistenza di Haruhi).
- La ragazza che saltava nel tempo
- Sailor Moon (il personaggio di Chibiusa e i nemici della seconda serie vengono dal futuro).
- Dna2
- Doraemon (l'intera serie è basata su un gatto robot che torna indietro nel passato per salvaguardare il presente).
- Time Bokan Series
- Katekyo Hitman Reborn! (il bazooka speciale di Lambo è capace di scambiare la persona colpita con sé stessa nella versione di 10 anni dopo, teletrasportando la prima nel futuro e la seconda nel passato; nella terza stagione i protagonisti fanno un viaggio nel futuro grazie al Bazooka dei 10 anni, per cambiarlo da ciò che è diventato in seguito a variazioni temporali del passato).
- The World God Only Knows (Keima viene mandato 10 anni nel passato, dove diventa egli stesso l'artefice del suo futuro).
- Steins;Gate
- Un fiocco per sognare, un fiocco per cambiare
- Mirai nikki (Second o Yuno Gasai, diventata Dio del tempo, cerca di rivivere esperienze con Yukimura di un altro mondo, cambiando le sorti di quest'ultimo).
- Pandora Hearts (Oswald Baskerville nel corpo di Leo viaggia indietro nel tempo per uccidere sua sorella Lacie ed evitare che stipuli un contratto con il nucleo di Abyss, così da cancellare gli eventi accaduti).
- Umineko When They Cry (nel quarto arco la sorella del protagonista, Ange Ushiromiya stipula un contratto con la strega dei miracoli Bernkastel per tornare nel 1986 e rivedere la sua famiglia, a patto di non rivelare il suo vero nome utilizzando lo pseudonimo di "Gretel").
- Blast of Tempest (Hakaze viene intrappolata su un'isola deserta, in seguito si scoprirà che è già morta e che in realtà si trova due anni indietro rispetto al presente. Per raggiungere i due protagonisti, offre un missile all'Albero della Genesi, teletrasportandosi nel punto in cui si trova il suo scheletro).
- Erased (Il protagonista viene catapultato nel 1988, l'epoca in cui frequenta le elementari grazie al suo potere chiamato Revival, e così decide di sfruttare l'occasione per trovare il criminale che ha assassinato sua madre e tre bambini, tra cui Kayo che scompare improvvisamente il giorno prima del suo compleanno).
- Inazuma Eleven GO Chrono Stone, seconda parte della serie di animazione Inazuma Eleven GO, dove i protagonisti si ritrovano a dover viaggiare nel tempo per creare una squadra invincibile in grado di vincere contro i loro avversari per poter mantenere l'equilibrio nel mondo e ritrasformare in un essere umano il loro allenatore Mark Evans, divenuto nel mentre una pietra chiamata chrono stone.
- Viaggio nel tempo, l'eroina mondiale Kim Possible scopre che il presente è stato alterato dopo che il suo alleato viene trasferito in Norvegia, trovandosi a combattere contro il Dottor Drakken e i suoi alleati, tra cui Shego, la quale impossessatasi della statuetta mistica della "Scimmia Del Tempo" riceve direttive dalla versione futura di se stessa 20 anni più anziana al fine di conquistare progressivamente il pianeta fondando entro il 2023 un impero distopico dai tratti orwelliani e nazifemministi.
- Flint a spasso nel tempo
- Viaggiando nel tempo
- Winx Club

### Cinema

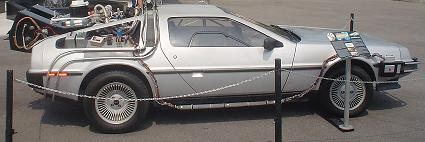
L'auto DeLorean modificata come macchina del tempo in Ritorno al futuro (1985)

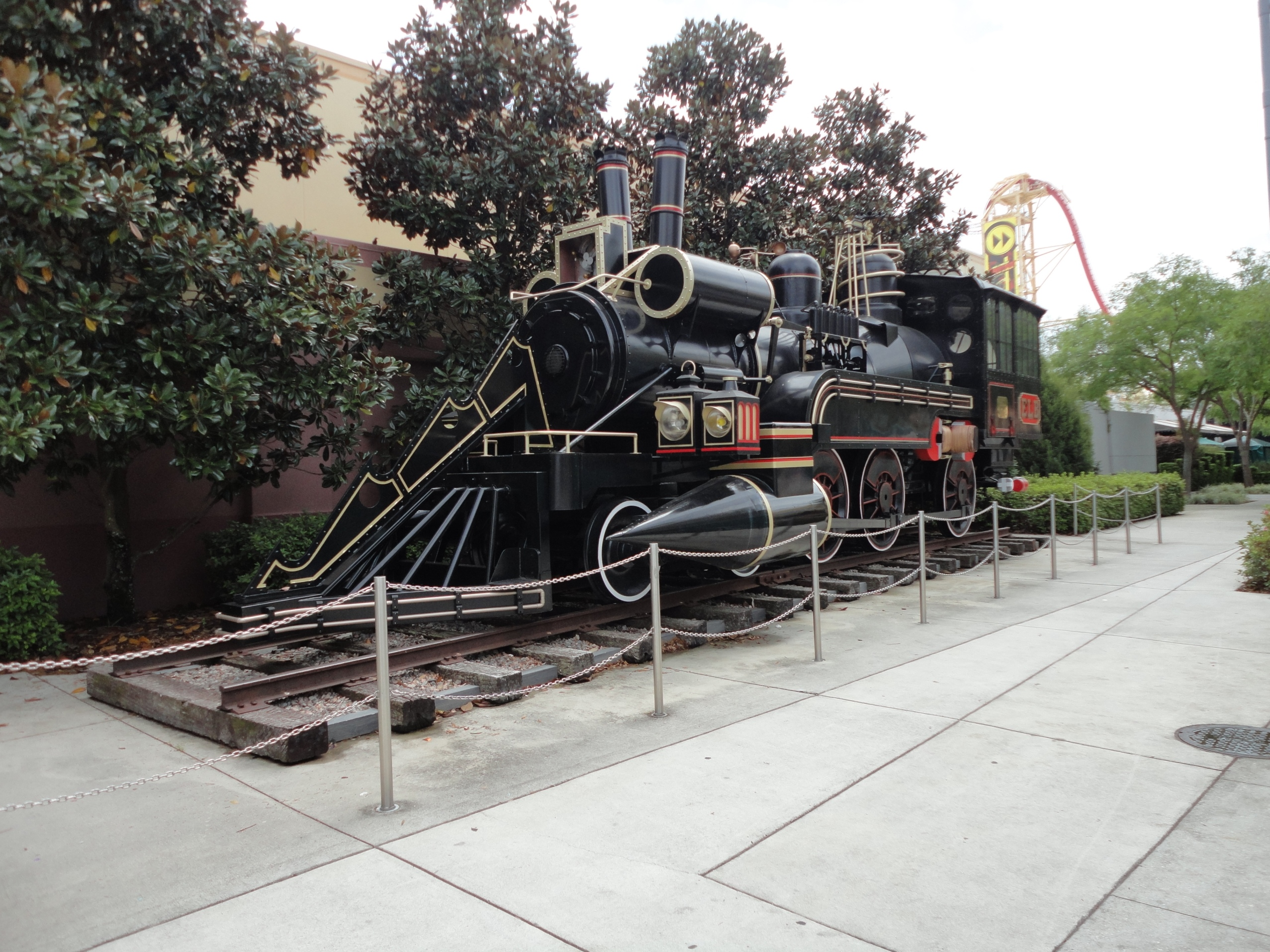
La locomotiva-macchina del tempo del film Ritorno al futuro - Parte III (1990)

Elenco (non esaustivo) di film sull'argomento (in ordine cronologico):
- Mondo senza fine (World Without End) di Edward Bernds (1956)
- Terror from the Year 5000 di Robert H. Gurney Jr. (1958)
- Beyond the Time Barrier, regia di Edgar G. Ulmer (1960)
- L'uomo che visse nel futuro (The Time Machine) di George Pal (1960)
- The Time Travelers di Ib Melchior (1964)[2]
- Dr. Who and the Daleks, regia di Gordon Flemyng (1965)
- Cyborg anno 2087 - Metà uomo, metà macchina... programmato per uccidere (Cyborg 2087) di Franklin Adreon (1966)
- Daleks - Il futuro fra un milione di anni (Daleks' Invasion Earth 2150 A.D.), regia di Gordon Flemyng (1966)
- Je t'aime, je t'aime - Anatomia di un suicidio (Je t'aime, je t'aime, 1968) di Alain Resnais
- Zabil jsem Einsteina, panove (1970), di Oldřich Lipský
- Fuga dal pianeta delle scimmie (Escape from the Planet of the Apes, 1971), regia di Don Taylor
- L'uomo venuto dall'impossibile (Time After Time, 1979) di Nicholas Meyer
- Ovunque nel tempo (Somewhere in Time, 1980) di Jeannot Szwarc
- Countdown dimensione zero (The Final Countdown, 1980) di Don Taylor
- I banditi del tempo (Time Bandits, 1981) di Terry Gilliam
- Timerider (1982) di William Dear
- Philadelphia Experiment (The Philadelphia Experiment, 1984) di Stewart Raffill
- Terminator (The Terminator, 1984) di James Cameron
- Non ci resta che piangere (1984) di Massimo Troisi e Roberto Benigni
- Navigatore nel tempo (The Blue Yonder, 1985) di Mark Rosman
- Ritorno alla quarta dimensione (My Science Project, 1985) di Jonathan R. Betuel
- Navigator (Flight of the Navigator, 1986) di Randal Kleiser
- Star Trek IV: Rotta verso la Terra (Star Trek IV: The voyage home, 1986) di Leonard Nimoy
- Peggy Sue si è sposata (Peggy Sue Got Married, 1986) di Francis Ford Coppola
- La casa 2 (Evil Dead II, 1987) di Sam Raimi
- I dominatori dell'universo (1987) di Gary Goddard
- L'australieno (As Time Goes By, 1988) di Barry Peak, commedia satirica
- Navigator - Un'odissea nel tempo (The Navigator: A Mediaeval Odyssey, 1988) di Vincent Ward
- Ritorno al futuro (Back to the Future, 1985) di Robert Zemeckis
- Ritorno al futuro - Parte II (Back to the Future Part II, 1989) di Robert Zemeckis
- Ritorno al futuro - Parte III (Back to the Future Part III, 1990) di Robert Zemeckis
- Warlock - L'angelo dell'apocalisse (Warlock, 1990) di Anthony Hickox
- Frankenstein oltre le frontiere del tempo (Frankenstein Unbound, 1990) di Roger Corman
- In lotta contro il tempo (Running Against Time, 1990) di Bruce Seth Green
- Godzilla contro King Ghidorah (Gojira tai Kingu Gidora, 1991) di Kazuki Ōmori
- Terminator 2 - Il giorno del giudizio (Terminator 2: Judgment Day, 1991) di James Cameron
- Freejack - In fuga nel futuro (Freejack, 1992) di Geoff Murphy
- Philadelphia Experiment 2 (1993) di Stephen Cornwell
- Ricomincio da capo (Groundhog Day, 1993) di Harold Ramis
- I visitatori (Les visiteurs, 1993) di Jean-Marie Poiré
- We're Back! - Quattro dinosauri a New York (We're back! A Dinosaur's Story, 1993) di Simon Wells, Dick Zondag, Ralph Zondag e Phil Nibbelink
- L'armata delle tenebre (Army of Darkness, 1993) di Sam Raimi
- A.P.E.X. (1994) di Phillip J. Roth
- Timecop - Indagine dal futuro (Timecop, 1994) di Peter Hyams
- Un ragazzo alla corte di re Artù (A Kid in King Arthur's Court, 1995) di Michael Gottlieb, film Disney ispirato al romanzo di Mark Twain
- L'esercito delle 12 scimmie (Twelve Monkeys, 1995) di Terry Gilliam
- Viaggio nel tempo (Drifting School, 1995) di Junichi Mimura
- Star Trek: Primo contatto (Star Trek: First Contact, 1996) di Jonathan Frakes
- A spasso nel tempo (1996) di Carlo Vanzina
- A spasso nel tempo - L'avventura continua (1997) di Carlo Vanzina
- Non toccate il passato (Retroactive, 1997) di Louis Morneau
- Lost in Space (1998) di Stephen Hopkins
- Austin Powers - La spia che ci provava (Austin Powers: The Spy Who Shagged Me, 1999) di Jay Roach
- La sfida di Artù (Arthur's Quest, 1999), di Neil Mandt
- Frequency - Il futuro è in ascolto (Frequency, 2000) di Gregory Hoblit, dove il contatto avviene attraverso una radio.
- Donnie Darko (2001) di Richard Kelly
- Kate & Leopold (2001) di James Mangold
- The One (2001) di James Wong
- Planet of the Apes - Il pianeta delle scimmie (Planet of the Apes, 2001) di Tim Burton
- The Time Machine (2002) di Simon Wells
- Austin Powers in Goldmember (2002) di Jay Roach
- Returner - Il futuro potrebbe essere storia (2002) di Takashi Yamazaki
- Paycheck (2003) di John Woo
- Terminator 3 - Le macchine ribelli (Terminator 3: Rise of the Machines, 2003) di Jonathan Mostow
- Timeline - Ai confini del tempo (Timeline, 2003) di Richard Donner
- Harry Potter e il prigioniero di Azkaban (Harry Potter and the Prisoner of Azkaban, 2004) di Alfonso Cuarón
- Primer (2004) di Shane Carruth
- The Butterfly Effect (2004) di Eric Bress e J. Mackye Gruber
- Profezia di un delitto (Five Days to Midnight, 2004) di Michael W. Watkins
- Il risveglio del tuono (A Sound of Thunder, 2005) di Peter Hyams
- The Jacket (2005) di John Maybury
- Stay - Nel labirinto della mente (Stay, 2005) di Marc Forster
- Déjà vu - Corsa contro il tempo (Déjà Vu, 2006) di Tony Scott
- La casa sul lago del tempo (2006) di Alejandro Agresti
- The Butterfly Effect 2 (2006) di John R. Leonetti
- Felix il coniglietto e la macchina del tempo (2006)
- Cambia la tua vita con un click (2006)
- Premonition (2007) di Mennan Yapo
- Mimzy - Il segreto dell'universo (The Last Mimzy, 2007) di Robert Shaye
- Cenerentola - Il gioco del destino (Cinderella III: A Twist in Time, 2007)
- I Robinson - Una famiglia spaziale (Meet the Robinson, 2007)
- Timecrimes (Los Cronocrímenes, 2008) di Nacho Vigalondo
- 100 Million BC - La guerra dei dinosauri (2008) di Griff Furst
- Triangle (Triangle, 2009) di Christopher Smith
- Star Trek (2009) di J. J. Abrams
- The Butterfly Effect 3 (2009) di Seth Grossman
- Frequently Asked Questions About Time Travel (2009) di Gareth Carrivick
- Un amore all'improvviso (The Time Traveler's Wife, 2009) di Robert Schwentke
- Mr. Nobody (2009) di Jaco Van Dormael
- Prince of Persia - Le sabbie del tempo (Prince of Persia: The Sands of Time, 2010) di Mike Newell
- Un tuffo nel passato (Hot Tube Time Machine), 2010 di Steve Pink
- Un fidanzato venuto dal futuro (My Future Boyfriend), di Michael Lange (2011)
- Ticking Clock, film 2011, di Ernie Barbarash
- L'uomo dal futuro (O Homem do Futuro), di Cláudio Torres (2011). Commedia fantascientifica brasiliana.
- Men in Black 3, 2012 di Barry Sonnenfeld
- Looper, 2012 di Rian Johnson
- Safety Not Guaranteed, 2012 di Colin Trevorrow
- Dino e la macchina del tempo (Dino Time, 2012) di Yoon-Suk Choi e John Kafka
- Il segreto di Babbo Natale (Saving Santa, 2013) di Leon Joosen
- La scoperta dell'alba (2013)
- Questione di tempo (2013)
- Mr. Peabody e Sherman (2014) di Rob Minkoff
- X-Men - Giorni di un futuro passato di Bryan Singer (2014)
- Edge of Tomorrow - Senza domani di Doug Liman (2014)
- Predestination di Michael e Peter Spierig (2014)
- Interstellar di Christopher Nolan (2014)
- Doraemon - Il film (2014)
- Tomorrowland - Il mondo di domani di Brad Bird (2015)
- Terminator Genisys (2015)
- SpongeBob - Fuori dall'acqua (2015)
- Torno indietro e cambio vita (2015)
- Project Almanac - Benvenuti a ieri (2015)
- Doraemon - il film: Nobita e la nascita del Giappone (2016)
- Alice attraverso lo specchio (2016)
- Miss Peregrine - La casa dei ragazzi speciali (2016)
- Doraemon - Il film: Nobita e la grande avventura in Antartide "Kachi Kochi" (2017)
- Nelle pieghe del tempo (2018)
- Deadpool 2 di David Leitch (2018)
- Avengers: Endgame di Anthony e Joe Russo (2019)
- Non ci resta che il crimine di Massimiliano Bruno (2019)
- See You Yesterday di Stefon Bristol (2019)
- The LEGO Movie 2 - Una nuova avventura di Mike Mitchell (2019)
- Terminator - Destino oscuro di Tim Miller (2019)
- Tenet di Christopher Nolan (2020)
- La guerra di domani di Chris McKay (2021)
- Ritorno al crimine di Massimiliano Bruno (2021)
- Me contro Te - Il film: Persi nel tempo di Gianluca Leuzzi (2022)
- The Adam Project di Shawn Levy (2022)
- C'era una volta il crimine di Massimiliano Bruno (2022)
- I viaggiatori di Ludovico Di Martino (2022)
- Deadpool & Wolverine di Shawn Levy (2024)

### Fumetti
- Winx Club
- L'Eternauta e Mort Cinder di Héctor Oesterhel
- Brad Barron (Speciale n. 2).
- Valérian e Laureline (dal 1967), serie francese a fumetti di Pierre Christin e Jean-Claude Mézières. Le avventure di due agenti spazio-temporali.
- Topolino - Nelle serie del Professor Zapotec e del Professor Marlin Topolino e Pippo viaggiano nel tempo.
- Saint Seiya - Next Dimension - Myth of Hades, manga spin-off di Saint Seiya dove Atena e gli altri 5 Bronze Saint tornano in dietro nel tempo di 250 anni per distruggere la spada di Ade e salvare la vita di Seiya di Pegasus
- Alcuni episodi di Martin Mystère e Nathan Never .
- Alcuni episodi di PKNA, PK² e PK - Pikappa
- Le saghe della JLA scritta da Grant Morrison: Rock of Ages (JLA nn. 10-15), One Million
- Giorni di un futuro passato saga degli X-Men, opera di John Byrne e Chris Claremont
- Le saghe di Flash Chain Lightning (nn. 145-150) e The Dark Flash Saga (Flash nn. 152-159), scritte da Mark Waid. Da ricordare la figura del Professor Zoom (prima apparizione nel 1963) criminale del XXV secolo capace di viaggiare nel tempo tramite la supervelocità. È conosciuto anche come l'Anti-Flash.
- La serie dedicata a Chronos, un viaggiatore del tempo dell'universo DC.
- Rip Hunter, altro crononauta dell'universo DC.
- Avengers Forever, una maxi serie scritta da Kurt Busiek e disegnata da Carlos Pacheco, la saga di Kang il Conquistatore e la Traversata in cui Iron Man torna indietro nel tempo tornando giovane.
- Next Men di John Byrne (e il suo prequel 2112)
- Molte delle storie della serie Vertigo The Invisibles scritta da Morrison, dove il viaggio nel tempo è possibile mediante droghe che cambiano le percezioni spazio-temporali.
- Swamp Thing nn. 151-158
- River Run scritta da Mark Millar.
- Tom Strong nn. 4-5 scritti da Alan Moore.
- Animal Man n. 22 scritto da Grant Morrison dove il protagonista tenta di tornare indietro per avvertire la famiglia prima che sia massacrata.
- L'era di Apocalisse, crossover della Marvel Comics in cui Legione viaggia indietro nel tempo e cambia la realtà uccidendo il Professor Xavier.
- Fantastici Quattro (Fantastic Four) nn. 291-292 scritti e disegnati da John Byrne, in cui il quartetto deve impedire l'assassinio di Adolf Hitler.
- Molti episodi della Legione dei Supereroi, i quali viaggiano nel tempo per incontrare i vari gruppi dell'universo DC.
- Time Breakers, serie pubblicata dalla Helix Comics (sotto-etichetta della DC Comics).
- In una recente storia della JSA, scritta da Geoff Johns, il gruppo si incontra con l'originale JSA degli anni cinquanta.
- Gli uomini lineari, superesseri del cosmo DC capaci di viaggiare tra le linee temporali.
- Timewalker, serie della Valiant Comics - Acclaim Comics (1995-1996), con un immortale capace di viaggiare nel tempo.
- X-O Manowar n. 9, in cui il protagonista torna nella Roma attaccata dai suoi compagni Visigoti, ma alla fine decide di non partecipare alla lotta per non modificare gli eventi.
- Death's Head II, androide della sezione Marvel UK che viaggia tra le dimensioni temporali a caccia di taglie.
- Giovani Vendicatori: Iron Lad è una versione teenager di Kang il conquistatore, monarca del XXX secolo in grado di viaggiare nel tempo che, scoperto il suo destino, decide di cambiarlo e mettersi al servizio delle forze del bene.
- Excalibur (Marvel Comics): nella saga The Cross Time Caper il gruppo di Capitan Bretagna viaggia attraverso il tempo e le dimensioni parallele grazie a Widget.
- Lilith (Bonelli editore) la protagonista omonima è un cronosicario.
- Little Jumper, manga (una ragazza fa un viaggio nel passato per salvare la vita della madre malata, quando quest'ultima era ancora giovane, per cercarla avrà bisogno dell'aiuto di suo padre, all'epoca adolescente)
- Psyren, manga
- Lucifer and the Biscuit Hammer, manga (Animus, Anima e i cavalieri bestia tornano indietro nel tempo quando lo stesso Animus riesce a sconfiggerli in una guerra.)
- Spirit Circle, manga (Grazie all'omonimo strumento, il protagonista viaggia in varie epoche della storia e nel futuro per scoprire la catastrofe che a causato in una sua vita precedente.)

### Giochi
- Time Machine, 1987, serie di librogame inglese tradotta in Italia.
- Mindstalkers, 2004-2009, wargame italiano prodotto dalla Manorhouse.

### Letteratura

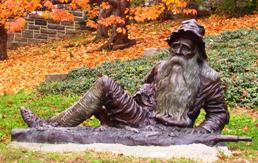
Statua di Rip van Winkle a Irvington (New York)

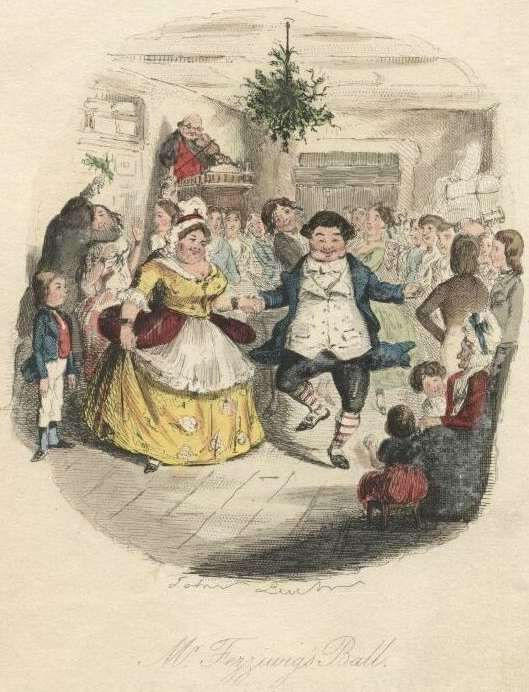
Il signore e la signora Fezziwig danzano in una visione di Scrooge del Natale passato, illustrazione del Canto di Natale di Charles Dickens

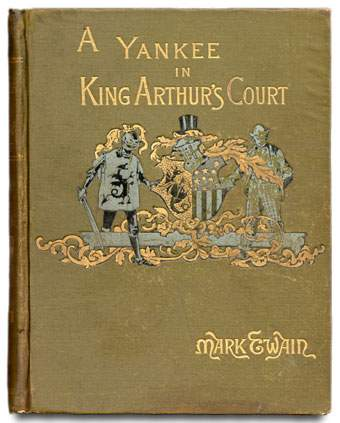
Frontespizio del romanzo Un americano alla corte di re Artù di Mark Twain, 1889

Elenco (non esaustivo) di opere che hanno per tema il viaggio nello spaziotempo (in ordine cronologico di prima pubblicazione; nelle opere tradotte da altre lingue segue la prima edizione italiana).
- Rip van Winkle (1819), racconto di Washington Irving
- Canto di Natale (A Christmas Carol, 1843) di Charles Dickens
- L'orologio che andò al contrario (The Clock that Went Backward) breve racconto di Edward Page Mitchell[3][4][5] del 1881, anticipa il concetto incentrando la storia su un orologio che permette una persona di viaggiare indietro nel tempo[6][7][8]
- Guardando indietro, 2000-1887 (Looking Backward: 2000-1887), un romanzo utopico del 1888 di Edward Bellamy in cui il protagonista cade in un profondo sonno indotto dall'ipnosi, risvegliandosi 113 anni dopo in una società perfetta. Fu il terzo romanzo più venduto del XIX secolo dove ebbe una profonda influenza culturale e politica, provocando un'ondata di seguiti non ufficiali, parodie, satire, distopie e risposte critiche.
- Gli argonauti del tempo (The Chronic Argonauts), racconto di H. G. Wells, pubblicato per la prima volta in tre parti[9] (secondo altre fonti due parti[10]) rispettivamente in aprile, maggio e giugno 1888 sul The Science Schools Journal, giornale scolastico del The Royal College of Science.
- Un americano alla corte di re Artù (A Connecticut Yankee in King Arthur's Court, 1889) di Mark Twain
- La macchina del tempo (The Time Machine, 1895) di H. G. Wells. Il primo esempio di un viaggio attraverso i secoli compiuto con mezzi scientifico-tecnologici. Il romanzo di Wells intendeva fare una predizione sul futuro stesso dell'umanità, partendo dalle guerre mondiali e terminando con l'umanità regredita ad un'esistenza bucolica che ricorda quella del giardino dell'Eden, ma ad un prezzo terribile.
- Le meraviglie del Duemila (1907), di Emilio Salgari.
- Orlando (1928), di Virginia Woolf.
- Il mondo sotterraneo (The World Below, 1929) di S. Fowler Wright, un viaggio 500 000 anni nel futuro con una macchina del tempo.
- Bivi nel tempo (Sidewise in Time, 1934) di Murray Leinster (ed. it. Urania n. 52, Mondadori 1954)
- Abisso del passato (Lest Darkness Fall, 1941) di L. Sprague de Camp (ed. it. Cosmo Oro 4, Urania n. 1361)
- Il viaggiatore imprudente (Le Voyageur imprudent, 1944) di René Barjavel; ed. it. Garzanti, 1999.
- Ray Bradbury ha scritto due racconti sul tema: La scampagnata da un milione di anni, (The million year picnic, 1946) e Rumore di tuono (A Sound of Thunder, in R is for Rocket, 1952), da cui deriva il nome dell'effetto farfalla.
- Robert A. Heinlein ha scritto diversi romanzi sul tema:
  - Un gran bel futuro (By His Bootstraps, 1941; ed. it. Gamma Edizioni 1965)
  - La porta sull'estate (The Door into Summer, 1957; ed. it. Urania n. 197 e altre ristampe)
  - Tutti i miei fantasmi o Tutti voi zombie ("...All You Zombies...", 1959; ed. it. Urania n. 1456)
  - Storia di Farnham (Farnham's Freehold, 1655; ed. it. Urania Collezione n. 79)
  - Lazarus Long l'immortale (Time Enough For Love, 1973; ed. it. Nord 1979)
  - Il gatto che attraversa i muri (The Cat Who Walks Through Walls: A Comedy of Manners, 1985; ed. it. Altri Mondi n. 13 Mondadori 1988)
- Edmond Hamilton ha scritto la saga dei Sovrani delle stelle, composta dai romanzi I sovrani delle stelle o Guerra nella galassia (The Star Kings, 1949; ed. it. Urania n. 14, 1953) e Ritorno alle stelle (Return to the Stars, 1970; ed. it. I Classici della Fantascienza 21, Libra Editrice, 1976)
- Scacco al tempo (The Sinful Ones, 1950) di Fritz Leiber (ed. it. Urania n. 1105)
- Isaac Asimov ha scritto sul tema due romanzi e numerosi racconti, apparsi in diverse antologie:
  - Proprietà endocroniche della tiotimolina risublimata (The Endochronic Properties of Resublimated Thiotimoline, 1948)
  - Paria dei cieli (Pebble in the Sky, 1950), parte del Ciclo dell'Impero
  - La fine dell'eternità (The End of Eternity, 1955; ed. it. Urania n. 119)
  - i racconti Gatto temporale (Time Pussy, 1942), La corsa della regina rossa (The Red Queen's Race, 1949), Il giorno dei cacciatori (Day of the Hunters, 1950), Onorate l'altissimo poeta (The Immortal Bard, 1954), Il cronoscopio (The Chronoscope o The Dead Past, 1956), Una nicchia nel tempo (A Loint of Paw, 1957), Nulla! (Blank!, 1957), L'ultimo nato o Il brutto ragazzetto (The Ugly Little Boy o Last Born, 1958), Necrologio (Obituary, 1959), Una statua per papà (A Statue for Father, 1959)
- Robert Silverberg ha scritto sul tema:
  - Il tempo della Terra (Stepsons of Terra 1958; ed. it. Omicron Fantascienza 1, SIAD 1981; Classici Urania n. 184, 1992)
  - Le due facce del tempo (Starman's Quest 1959; ed. it. Urania n. 273, 1962, e succ.)
  - Quellen, guarda il passato! (The Time Hoppers, 1967; ed. it. Urania n. 483, 1968, e succ.)
  - Le maschere del tempo (The Masks of Time, 1968; ed. it. Futuro. Biblioteca di Fantascienza n. 33, Fanucci 1977)
  - Il paradosso del passato (Up the Link, 1969; ed. it. Nord, 1978; Classici Urania 1994)
  - Il figlio dell'uomo (Son of Man, 1971; ed. it. I Libri di Robot 12, Armenia Editore 1979; Classici Urania n. 223, 1985)
  - Occhi dal futuro (The Conglomeroid Cocktail Party, 1984), antologia di racconti tra il 1981 e il 1984 (ed. it. Urania n. 1086, 1988)
  - Tre viaggi nello spazio-tempo (Three Trips in Time and Space, 1992), antologia di racconti (ed. it. Urania n. 1204, 1993)
- Asimov e Silverberg hanno inoltre pubblicato assieme tre romanzi sul tema:
  - A Bridge of Years (1991)
  - Il figlio del tempo (The Ugly Little Boy, 1992; ed. it. Grandi tascabili, Bompiani, 1993)
  - The Chronoliths (2001)
- Wilson Tucker ha scritto:
  - Signori del tempo (The Time Masters, 1953; ed. it. Urania n. 46, 1954)
  - L'uomo che veniva dal futuro (Time Bomb o Tomorrow Plus X, 1955, ed. it. Urania n. 138, 1956)
  - Alla ricerca di Lincoln o Mi chiamo Ben Steward (The Lincoln Hunters, 1957, ed. it. Editrice Nord, collana Cosmo n. 57, 1960)
  - L'anno del sole quieto (The Year of the Quiet Sun, 1970; ed. it. Gli Slan, 1971)
  - I guerrieri nel ghiaccio (Ice and Iron, 1974; ed. it. Urania n. 675, 1975)
- Anniversario fatale (Bring the Jubilee, 1953) di Ward Moore (ed. it. Urania n. 141, 1956)
- Il futuro che uccide (Killer to Come, 1953) di Sam Merwin Jr. (ed. it. Urania n. 71, 1955)
- Il millennio dimenticato (Ceci arrivera hier, 1954) di Teldy Naim (ed. it. Urania n. 146, 1957)
- Esuli dal domani (Exiles of Tomorrow, 1955) di Marion Zimmer Bradley (ed. it. in diverse antologie, 1990 e seguenti)
- Viaggio nel 3000 (Eine Reise ins Jahr 3000, 1951) di Lee Van Dovsky (ed. it. Urania n. 136, 1956)
- Il clandestino dello spazio (Timeliner. A Story of Time and Space, 1955) di Charles Eric Maine (ed. it. Urania n. 137, 1956)
- Il millennio dimenticato di Teldy Naim (1954; ed. it. Urania n. 146, 1957)
- Il Grande Tempo (The Big Time, 1958) di Fritz Leiber (ed. it. Cosmo Serie Oro. Classici della Narrativa di Fantascienza 19, Editrice Nord 1975)
- Il tempo si è fermato di Jerry Sohl (1959, ed. it. Urania n. 210)
- Poul Anderson ha creato il personaggio di Manse Everard, agente temporale protagonista di una serie di racconti:
  - I guardiani del tempo (Guardians of Time, 1960), raccolta di racconti, confluita nella successiva raccolta La pattuglia del tempo (The Time Patrol, 1991)
  - Lo scudo del tempo (The Shield of Time, 1990; ed. it. Urania Collezione n. 39, Mondadori, 2006)
  - Le gallerie del tempo (The Corridors of Time, 1965, ed. it. Fanucci)
  - Tempo verrà (There will be time, 1973, ed. it. Dall'Oglio Editore)
- Jack Finney ha scritto sul tema il racconto Il terzo livello (The Third Level, 1957) e i romanzi La monetina di Woodrow Wilson (The Woodrow Wilson Dime, 1968), Indietro nel tempo (Time and Again, 1970) e il seguito From Time to Time (1995).
- Il segreto del tempo (Cache from outer space, 1962) di Philip José Farmer (Libra 1962)
- Caverna nel tempo (The time factor, 1962) di Rex Gordon (Urania 383)
- I racconti del tempo antologia di racconti di John Wyndham (Urania 304, 1963)
- Visioni dal futuro (The view from the stars, 1964) di Walter Miller Jr (Urania 269)
- Lunedì inizia sabato (Понедельник начинается в субботу, 1965) dei fratelli Strugackij (Ronzani ed. 2019)
- Cronomoto (The Two-Timers, 1968) di Bob Shaw (Urania n. 580 e succ.)
- Maestro del passato (Fast master, 1968) di Raphael Lafferty (Cosmo Argento 18)
- La torre sull'orlo del tempo (Tower at the edge of time, 1968) di Lin Carter (Urania n. 709)
- La casa sull'estuario (The House on the Strand, 1969) di Daphne du Maurier
- Nero nel tempo (Black in Time, 1970) di John Jakes (Urania n. 810)
- Crononauti (Chrononocules, 1970) di David Compton (Cosmo Argento 47)
- Passi falsi nel futuro (The age of the pussyfoot, 1971) di Frederik Pohl (Cosmo Argento 10)
- Il pianeta nell'occhio del tempo (Planet in the eye of time, 1970) di Brian Earnshaw (Cosmo Argento 2)
- Ladri di tempo (Time thieves, 1972) di Dean Koontz (Urania n. 620)
- Fuga dal futuro (Our Children's Children, 1974) di Clifford D. Simak (Urania n. 656)
- Mastodonia di Clifford D. Simak (Urania n. 762)
- Appuntamento nel tempo (Bid time return, 1975) di Richard Matheson (Classici Urania)
- La caduta di Cronopolis (The Fall of Chronopolis, 1976) di Barrington J. Bayley (Editrice Nord)
- Mondo senza tempo (A World Out of Time, 1976) di Larry Niven (Editrice Nord)
- Perry Rhodan - La cripta del tempo (Das Geheimnis der Zeitgruft, 1977) di Walter Emsting
- Le nebbie del tempo (Time storm, 1977) di Gordon R. Dickson Cosmo Argento 89-90
- La grande clessidra (The enormous hornglass, 1977) di Ron Goulart (Urania n. 761)
- Legami di sangue (Kindred, 1979) di Octavia E. Butler
- Ragazza del 2051 (Pillars of Salt, 1979) di Barbara Paul (Urania n. 821)
- Avventura in fondo al cosmo (Re-entry, 1981) di Paul Preuss (Urania n. 944)
- Julian May ha scritto il ciclo dell'Esilio nel Pleistocene, in cui i dissidenti di una terra del futuro usano una porta del tempo per rifugiarsi nel Pleistocene, dove scoprono una razza di alieni umanoidi; il ciclo è collegato ad un'altra serie di quattro romanzi, quello del Milieu Galattico, che pur essendo prevalentemente incentrato sui poteri metapsichici rappresenta l'antefatto e la chiusura logica del primo ciclo.
- Il tempo è il solo nemico (No Enemy But Time, 1982) di Michael Bishop (Editrice Nord)
- La serie Orion (dal 1984) di Ben Bova
- Contact (1985) di Carl Sagan
- Naufraghi del tempo (Marooned in real time, 1986) di Vernor Vinge (Urania n. 1075)
- Aquiliade (1986) e Il ritorno di aquila (1989) di Somtow Sucharitkul (Urania nn. 1021 e 1105)
- Corridoi del tempo (Kronos, 1988) di Charles L. Harness (Urania n. 1111)
- Twice Upon a Time (1988) di Allen Appel
- To Say Nothing of the Dog (1988) e L'anno del contagio (Doomsday Book, 1992) di Connie Willis
- Timescape (Timescape, 1989) di Gregory e Hilary Benford (Cosmo Oro 101)
- Diana Gabaldon ha scritto tra il 1991 e il 2010 la saga "La straniera" contenente 7 romanzi sui viaggi nel tempo.
- Star Trek: Naufragio nel tempo (Relics, 1992) di Michael Friedmann (Fanucci, 1997)
- Sir Conrad: cavaliere del tempo (The high-tech knight, 1989) di Leo A. Frankowsy (Editrice Nord, 1994)
- La donna che fuggì nel tempo (Timeshare, 1997) di Joshua Dann (Urania n. 1323)
- Il ciclo de La compagnia del tempo (1997-2007) di Kage Baker
- Lo specchio di Dio (Das Jesus Video, 1998) di Andreas Eschbach
- Harry Potter e il prigioniero di Azkaban (Harry Potter and the Prisoner of Azkaban, 1999) di J. K. Rowling
- Timeline (1999) di Michael Crichton
- Avanti nel tempo (Flashforward, 1999) di Robert J. Sawyer (Fanucci)
- Household Gods (1999) di Judith Tarr e Harry Turtledove
- La luce del passato (The Light of Other Days, 2000) di Arthur C. Clarke e Stephen Baxter (Rizzoli)
- Collana del 1632 (1632 series, 2000), ciclo fantascientifico ad opera di Eric Flint e altri.
- Ossa della Terra (Bones of the Earth, 2002) di Michael Swanwick
- Persi in un buon libro (Lost in a Good Book, 2003), secondo capitolo del ciclo Thursday Next di Jasper Fforde
- La moglie dell'uomo che viaggiava nel tempo (The Time Traveler's Wife, 2004) di Audrey Niffenegger
- I viaggi nel tempo di Geronimo Stilton (dal 2004) scritti da Elisabetta Dami
- Chi ama torna sempre indietro (Seras-tu là?, 2006) di Guillaume Musso (dove il viaggio nel tempo è dovuto alla stregoneria e non alla tecnologia).
- Trilogia della Guerra degli Antichi (2007) di Richard A. Knaak
- Rabbia (Rant, 2007) di Chuck Palahniuk
- La connessione di tutte le cose (2008 The Little Book) di Selden Edwards
- La trilogia L'Illuminazione di Peter Schock scritta da Linda Buckley-Archer:
  - Gideon il tagliaborse (Gideon the Cutpurse o The Time Travelers, 2006)
  - Il ladro del tempo (The Tar Man o The Time Thief, 2007)
  - Il fantasma del tempo (Time Quake o The Splintering of Time, 2009)
- 22/11/'63 (2011) di Stephen King
- Il ciclo di Lanfranco Fabriani dedicato all'UCCI, un'agenzia segreta governativa che gestisce i viaggi nel tempo e protegge il passato dell'Italia dagli attacchi di potenze straniere ostili:
  - Lungo i vicoli del tempo, 2002 (Urania n. 1453, 2002)
  - Nelle nebbie del tempo, 2005 (Urania n. 1532, 2005).
  - Il lastrico del tempo, 2020, Delos Books.
  - Altri racconti dell'UCCI compaiono in Lanfranco Fabriani, I quadrivi del tempo e dello spazio, Delos Books 2011
- Hyperversum, trilogia di romanzi di Cecilia Randall
- Antologia Viaggi nel tempo (Giulio Einaudi editore, 2016)
- La città invisibile (2019), di Monika Peetz (Milano, Corbaccio)

### Musica
- L'uomo che viaggiò nel tempo, (2014) dodicesima traccia contenuta nell'album Gli ammutinati del Bouncin' ovvero mirabolanti avventure di uomini e mari
- The Time Machine, (1999) album di Alan Parsons dedicato al tempo ed alla possibilità di viaggiarci o gestirlo.

### Televisione
(in ordine cronologico)

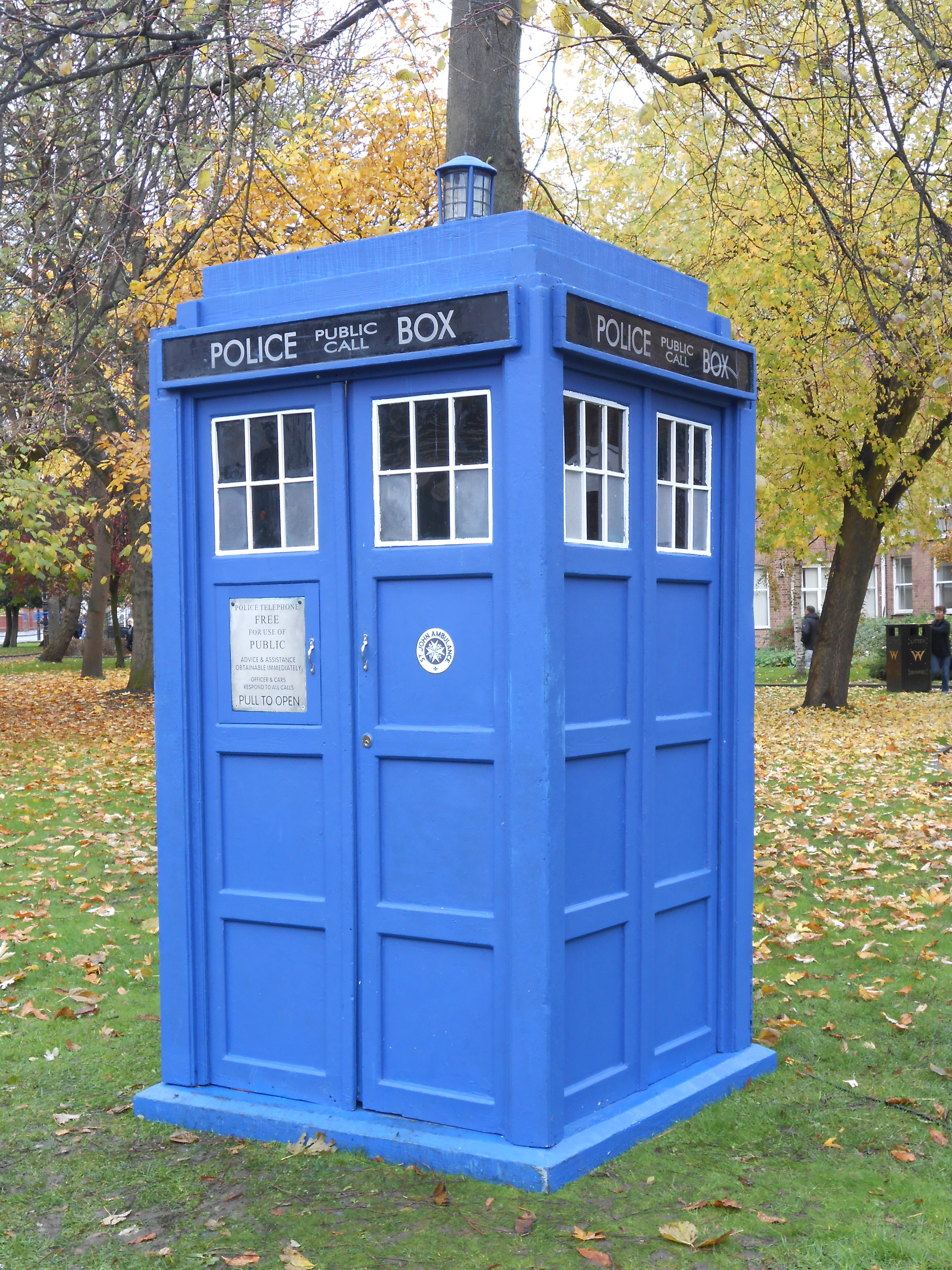
Il TARDIS, macchina del tempo utilizzata dal protagonista della serie TV Doctor Who

- Rocky e Bullwinkle (Rocky and Bullwinkle) (1959-1964) con la "Wayback machine"
- Doctor Who (1963-1989, 2005-in corso), serie britannica.
- Kronos - Sfida al passato (The Time Tunnel, 1966-1967), serie televisiva di Irwin Allen
- Catweazle di Richard Carpenter, 1970
- La macchina del tempo (Time Bokan), serie anime del 1975 che ha dato origine ad un intero filone, quello delle Time Bokan
- Morta a passo di valzer (1979), sceneggiato Rai diretto da Giovanni Fago, con Gianni Garko, Macha Méril
- Zaffiro e Acciaio (Sapphire & Steel, 1979-1982)
- Voyagers! - Viaggiatori del tempo (Voyagers!, 1982-1983)
- Lazer Tag Academy (1986)
- In viaggio nel tempo (Quantum Leap, 1989-1993)
- Streghe (Charmed) - serie televisiva (1998-2006)
- Seven Days (1998-2001)
- Farscape (1999-2003)
- Futurama (1999-2003, 2008-2013)
- Life on Mars (2006-2007)
- Primeval (2007-2011)
- Heroes(2006-2010)
- Heroes Reborn(2015-2016)
- La settima stagione di Winx Club
- Numerosi episodi di Star Trek
  - Star Trek:
    - Al di là del tempo (The naked time)
    - Domani è ieri (Tomorrow is yesterday)
    - Uccidere per amore (The city on the edge of forever)
    - Missione Terra (Assignment: Earth)
    - Un tuffo nel passato (All Our Yesterdays)

  - Star Trek (serie animata):
    - Viaggio a ritroso nel tempo (Yesteryear)

  - Star Trek - The Next Generation:
    - Ricordare Parigi (We'll Always Have Paris)
    - Tempo al quadrato (Time Squared)
    - L'Enterprise del passato (Yesterday's Enterprise)
    - Le vacanze del capitano (Captain's Holiday)
    - Uno strano visitatore (A Matter of Time)
    - Circolo chiuso (Cause and Effect)
    - Un mistero dal passato, parte I e II (Time's Arrow, Part I and II)
    - Una seconda opportunità (Tapestry)
    - Frammenti di tempo (Timescape)
    - Ieri, oggi, domani (All good things...)
    - Lost

  - Star Trek - Deep Space Nine:
    - Tempi passati - Prima e seconda parte (Past Tense - Part I & II)
    - Visioni future (Visionary)
    - Il visitatore (The Visitor)
    - Omini verdi (Little Green Men)
    - I due emissari (Accession)
    - Processi e tribolazioni (Trials and Tribbleations)
    - Figli del tempo (Children of Time)
    - Torti peggiori della morte (Wrongs Darker Than Death or Night)
    - Orfana del tempo (Time's Orphan)

  - Star Trek - Voyager:
    - Riflessi nel ghiaccio (Parallax)
    - Ancora una volta (Time and Again)
    - La cruna dell'ago (Eye of the Needle)
    - Futuro anteriore - Parte 1 e 2 (Future's End - Part 1 & 2)
    - Prima e dopo (Before and After)
    - Un anno d'inferno - Parte 1 e 2 (Year of Hell - Part 1 & 2)
    - Senza tempo (Timeless)
    - Relatività (Relativity)
    - Furia (Fury)
    - Nelle pieghe del tempo (Shattered)
    - In un batter d'occhio (Blink of an Eye)
    - Fine del gioco - Parte 1 e 2 (Endgame - Part 1 & 2)

  - Star Trek: Enterprise:
    - Prima missione - Parte 1 e 2 (Broken Bow - Part 1 & 2)
    - Guerra temporale (Cold Front)
    - Onda d'urto - Parte 1 e 2 (Shockwave, Part 1 & 2)
    - Il mistero della navetta (Future Tense)
    - Carpenter street (Carpenter Street)
    - Azati Primo (Azati Prime)
    - Un tuffo nel futuro (E²)
    - Ora zero (Zero Hour)
    - Nuovo fronte temporale - Parte 1 e 2 (Storm Front - Part 1 & 2)

  - Alcuni episodi di Stargate SG-1 (Viaggio nel tempo (Stargate SG-1))
  - Alcuni episodi di MacGyver
  - Vari episodi di Fringe (2008-2012)
  - Gli avventurieri del tempo (Adventurers - Mission Zeitreise, 2003)
  - Lost (2004–2010)
  - Alcune puntate di Supernatural
  - Phil dal futuro (2004 - 2006)
  - 4400 (The 4400, 2004-2007)
  - Daybreak (2006)
  - Heroes (2006–2010)
  - Journeyman (2007)
  - Casi Angeles (2007-2008-2009-2010, dalla 3ª stagione del 2009, alla 4ª del 2010)
  - Ashes to Ashes (2008-2010)
  - Being Erica (2009-2011)
  - I Saurini e i viaggi del meteorite nero (2008)
  - Terminator: The Sarah Connor Chronicles (2008-2009)
  - FlashForward (2009)
  - Paradox (2009)
  - L'episodio "Synchrony" (Viaggi nel Tempo), nella quarta stagione di X-Files
  - L'episodio "La killer dei reni", nella settima stagione di American Dad!
  - Terra Nova (2011)
  - Propose daejakjeon (2012)
  - Continuum (2012-in corso)
  - Atlantis (2013-in corso)
  - Outlander (2014-in corso)
  - The Flash
  - 11.22.63 (2015)
  - Timeless (2016)
  - Dirk Gently - Agenzia di investigazione Olistica (2016-2018)
  - Best Friends Whenever (2015-2016)
- Travelers (2016-2018)
- Future Man (2017)
- Dark (2017-2020)
- Cercami a Parigi (2018)
- Agents of S.H.I.E.L.D. (2018-2019)
- Legion (2019)
- Loki (2021-2023)
- Un amore senza tempo - The Time Traveler's Wife (2022)
- Un'estate fa (2023)
- Gateway 66 (2024)

### Videogiochi
Videogiochi di rilievo nei quali il viaggio nel tempo è un tema principale:
- 13 Sentinels: Aegis Rim (2019)
- Alien Fires: 2199 AD (1987)
- Back to the Future (1986) seguito da molti altri videogiochi su Ritorno al futuro
- Battle Through Time (1984)
- Biggles (1986)
- Billy Blade: Temple of Time (2005)
- BioShock Infinite (2013)
- Blinx: The Time Sweeper (2002)
- Body Harvest (1998)
- Bugs Bunny e Taz in viaggio nel tempo (2000)
- Bugs Bunny: Lost in Time (1999)
- Chasm: The Rift (1997)
- Chrono Cross (1999)
- Chrono Quest (1988)
- Chrono Trigger (1995)
- Chronology (2014)
- Command & Conquer: Red Alert (1996) e i suoi seguiti
- Crash Bandicoot 3: Warped (1998)
- Crime O'Clock (2023)
- Dark Chronicle (2002)
- Darkest of Days (2009)
- Dino Crisis (1999) e i suoi seguiti
- Doctor Who: The Mazes of Time (2010)
- Duke Nukem: Time to Kill (1998)
- Eternal Threads (2022)
- Final Fantasy Legend III (1991)
- Final Fantasy VIII (1999)
- Final Fantasy XIII-2 (2011)
- The Forgotten City (2021)
- Future Wars (1989)
- Ghost Trick: Detective fantasma (2010)
- Goofy's Hysterical History Tour (1993)
- The Great Perhaps (2019)
- Hands of Time (2001)
- Inazuma Eleven GO Chrono Stones (2012)
- The Journeyman Project (1993)
- Justin Wack and the Big Time Hack (2022)
- Kingdom Hearts 3D: Dream Drop Distance (2012)
- Last Day of June (2017)
- Legacy of Kain: Soul Reaver (1999) e i suoi seguiti
- The Legend of Zelda: Majora's Mask (2000)
- The Legend of Zelda: Ocarina of Time (1998)
- The Legend of Zelda: Skyward Sword (2011)
- Life Is Strange (2015)
- Lights Out (2004)
- Lost in Time (1993)
- Maniac Mansion: Day of the Tentacle (1993)
- Mario & Luigi: Fratelli nel tempo (2005)
- Mario's Time Machine (1993)
- Millennia: Altered Destinies (1995)
- Mortyr: 2093-1944 (1999)
- Ni no kuni: La minaccia della Strega Cinerea (2010)
- Omega Boost (1999)
- Plants vs. Zombies 2: It's About Time (2013)
- Pokémon Mystery Dungeon: Esploratori del tempo ed Esploratori dell'oscurità (2007)
- Pokémon Ranger: Tracce di luce (2010)
- Prince of Persia: Le sabbie del tempo (2003)
- Prince of Persia: Spirito guerriero (2004)
- Il professor Layton e il futuro perduto (2008)
- Quantum Break (2016)
- Radiant Silvergun (1998)
- Rascal (1998)
- Ratchet & Clank: A spasso nel tempo (2009)
- Renegade III: The Final Chapter (1989)
- Second Samurai (1994)
- Shadow of Memories (2001)
- Shadow Vault (2004)
- The Silent Age (2013)
- Singularity (2010)
- Sly Cooper: Ladri nel Tempo (2013)
- Sonic Adventure (1998)
- Sonic Generations (2011)
- Sonic the Hedgehog (2006)
- Space Quest IV: Roger Wilco and the Time Rippers (1991)
- Steins;Gate (2009)
- Super Time Force (2014)
- Tales of Phantasia (1995)
- Teenage Mutant Ninja Turtles: Turtles in Time (1991)
- The Terminator: Rampage (1993)
- Time (1989)
- Time and Eternity (2012)
- Time Bandit (1983)
- Time Commando (1996)
- Time Fighter (1988)
- Time Gal (1985)
- Time Gate: il segreto dei Templari (1996)
- Time Hollow (2008)
- Time Lord (1990)
- Time Machine (1990)
- Time Pilot (1982)
- Timequest (1991)
- Time Runners (1993)
- TimeShift (2007)
- Time Soldiers (1987)
- TimeSplitters (2000)
- Time Traveler (1980)
- Time Zone (1982)
- Ultima II (1982)
- Waxworks (1992)
- Where in Time Is Carmen Sandiego? (1989)
- YesterMorrow (2020)

### Web
- Legends of Tomorrow (2016)